# Dupree
Dupree is een plaats (city) in de Amerikaanse staat South Dakota, en valt bestuurlijk gezien onder Ziebach County waarvan het de hoofdplaats is.

## Demografie
Bij de volkstelling in 2000 werd het aantal inwoners vastgesteld op 434.
In 2006 is het aantal inwoners door het United States Census Bureau geschat op 463, een stijging van 29 (6,7%).

## Geografie
Volgens het United States Census Bureau beslaat de plaats een oppervlakte van
1,0 km², geheel bestaande uit land. Dupree ligt op ongeveer 729 m boven zeeniveau.

## Plaatsen in de nabije omgeving
De onderstaande figuur toont nabijgelegen plaatsen in een straal van 36 km rond Dupree.